# Synodus synodus
Synodus synodus, comúnmente conocido como pez lagarto diamante es una especie de pez lagarto que vive en aguas tropicales y subtropicales del océano Atlántico .

## Información
El pez lagarto diamante se ha encontrado en ambientes marinos dentro de áreas asociadas a arrecifes. Esta especie vive generalmente en el rango de profundidad de 2 a 35 m. La especie es originaria del clima subtropical. La longitud máxima registrada del pez lagarto diamante como macho o sin sexar fue de unos 33 cm de largo. La longitud común de esta especie es de unos 20 cm. Se identifica comúnmente por las rayas de color rojo oscuro en la espalda. El pez lagarto diamante se encuentra comúnmente en aguas costeras poco profundas, y se sabe que prefiere permanecer en superficies duras en lugar de fondos arenosos. También se puede encontrar en áreas de arrecifes y también se adentra en aguas de plataforma abierta a una profundidad de hasta 90 m. Esta especie es comestible y se ha documentado que tiene un sabor relativamente bueno, pero no se come comúnmente. El pez lagarto diamante se captura ocasionalmente con artes artesanales utilizados por humanos. Esta especie no representa una amenaza para los humanos. Esta especie no se puede mantener en un acuario ni comercializar para uso comercial.

## Distribución
El pez lagarto diamante se encuentra desde Carolina del Norte (EE. UU.) hasta Uruguay en las Américas, y también se distribuye a través de numerosas islas atlánticas en el Caribe, lasBermudas, Santa Elena y la Isla Ascensión, Santo Tomé, Senegal y la Macaronesia -Cabo Verde, islas Canarias-, islas Salvajes y Madeira).

## Galería de imágenes

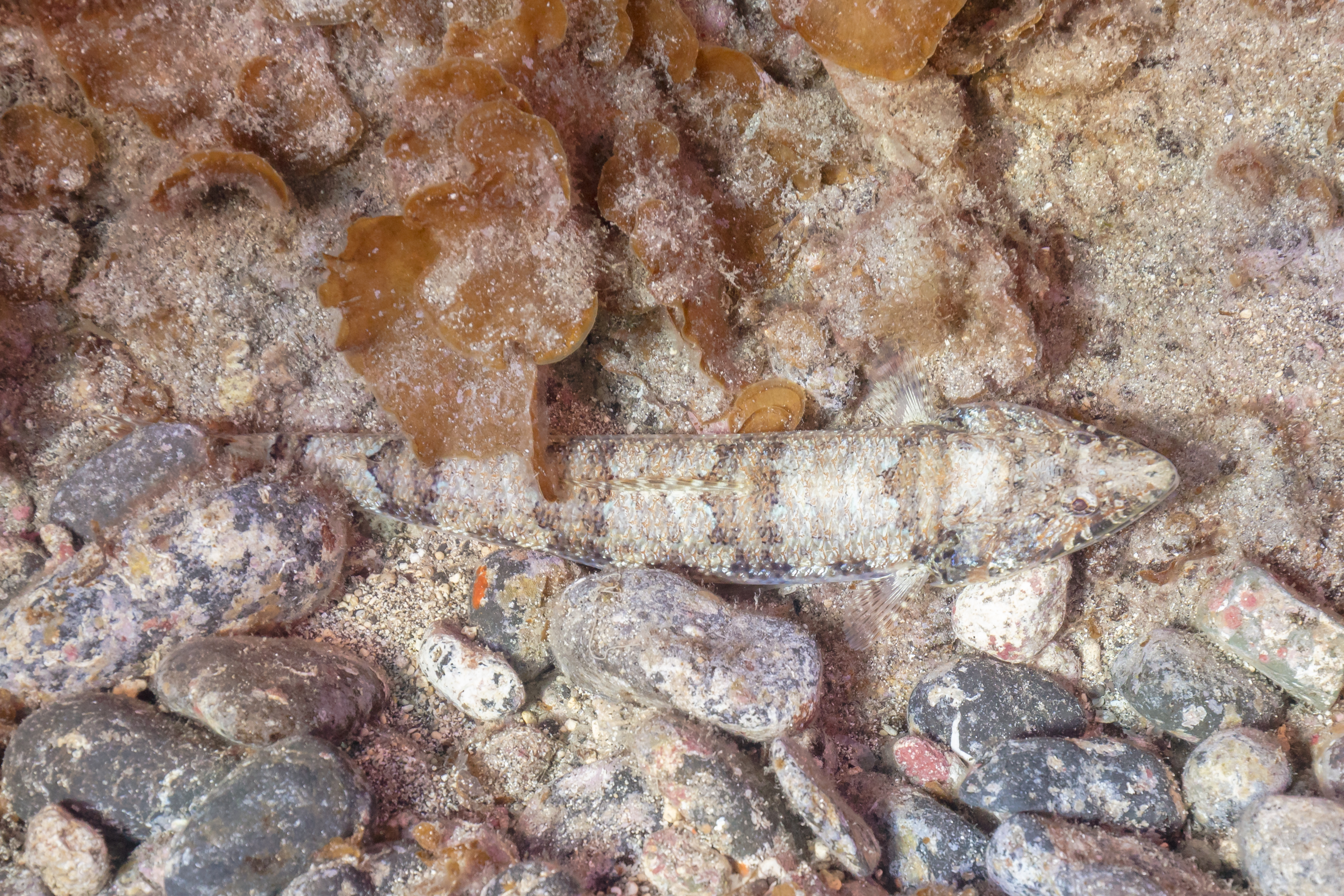
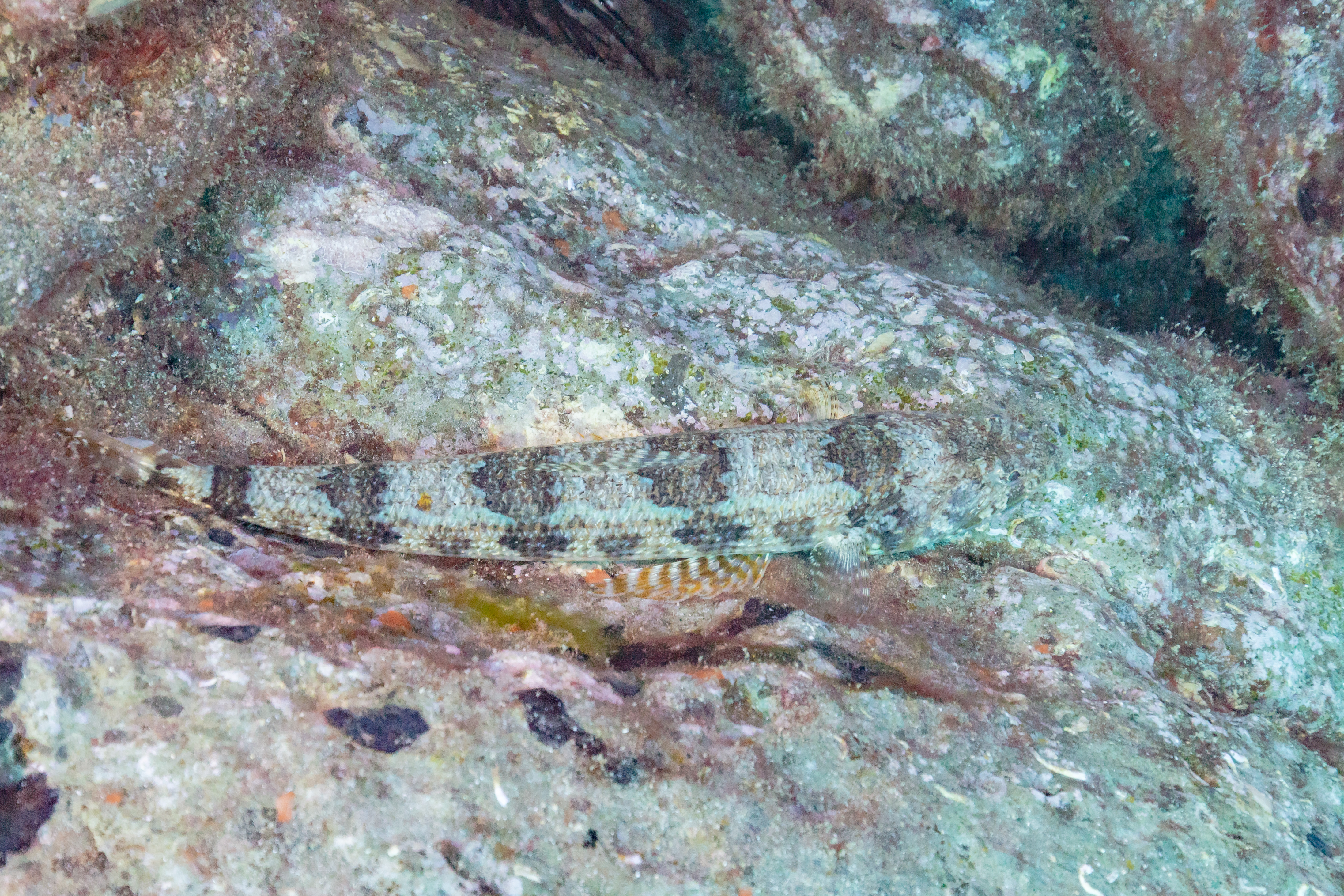
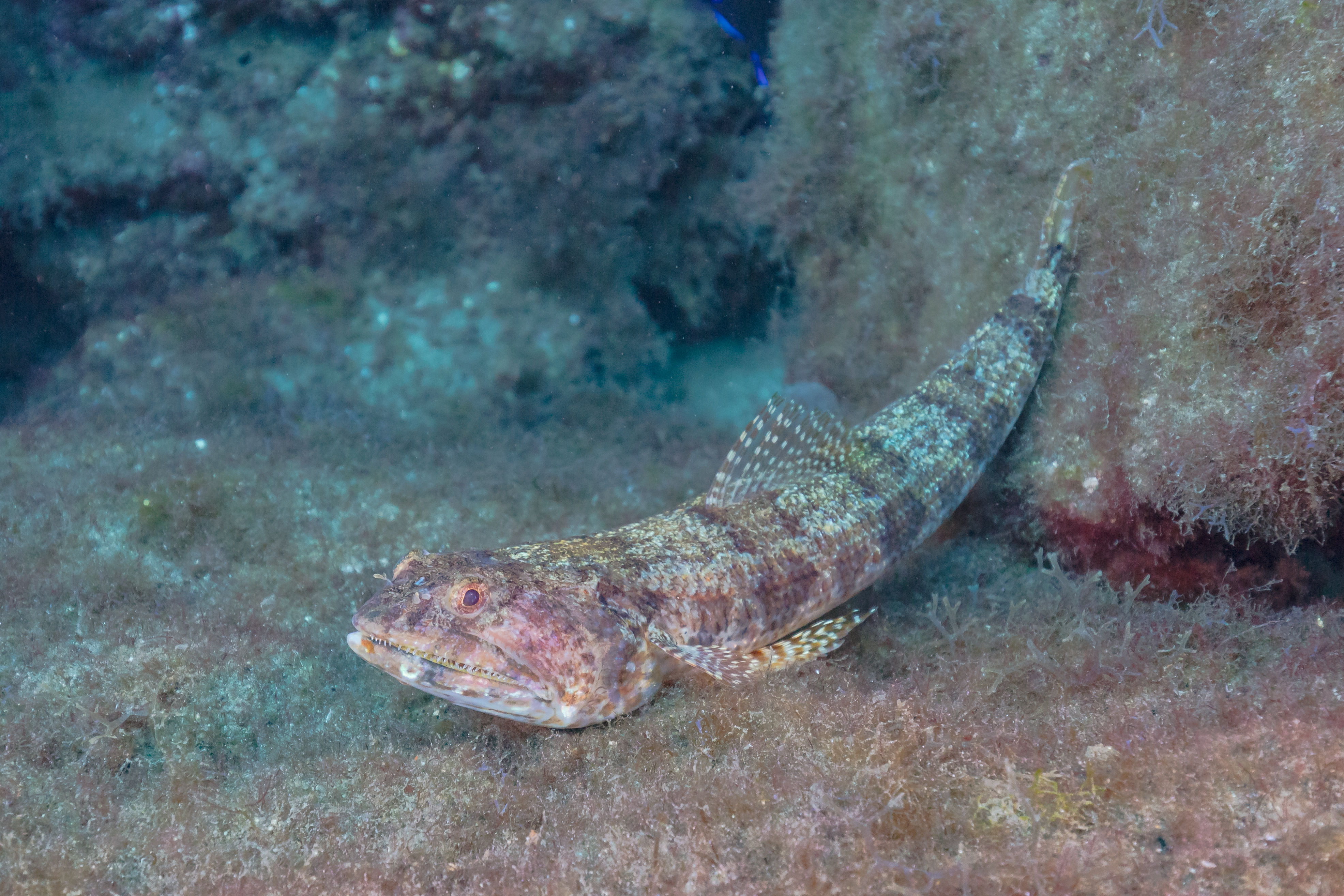
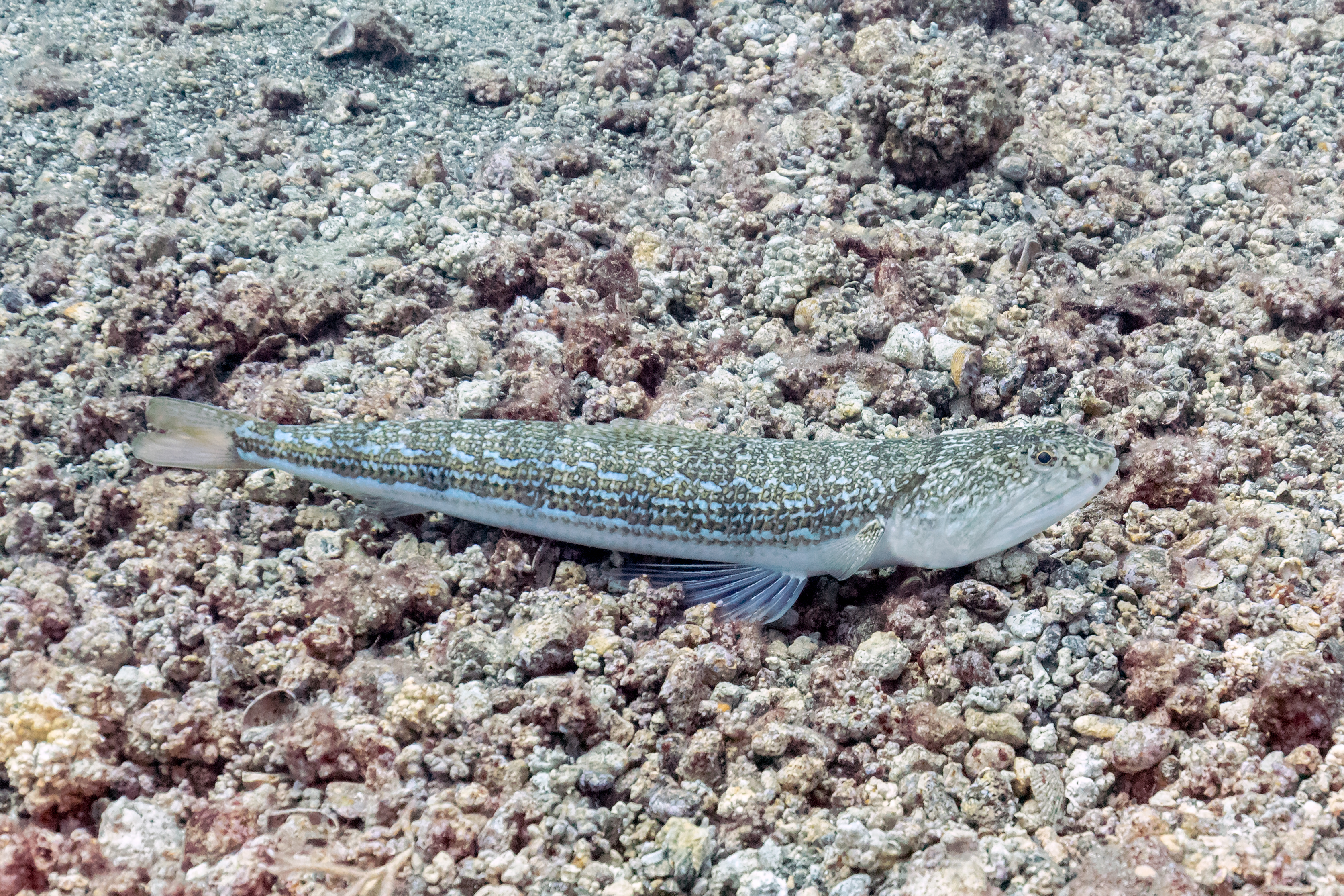
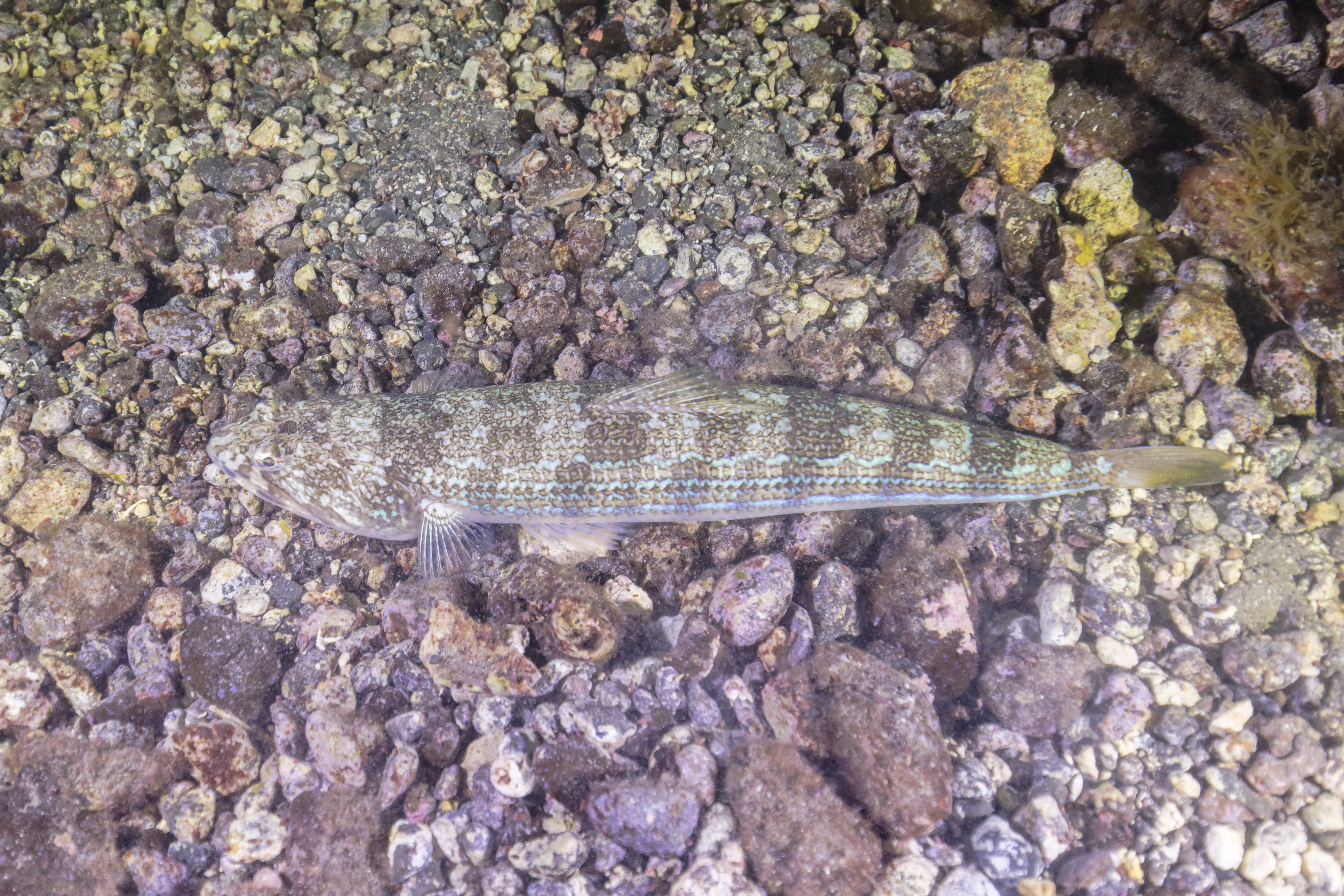
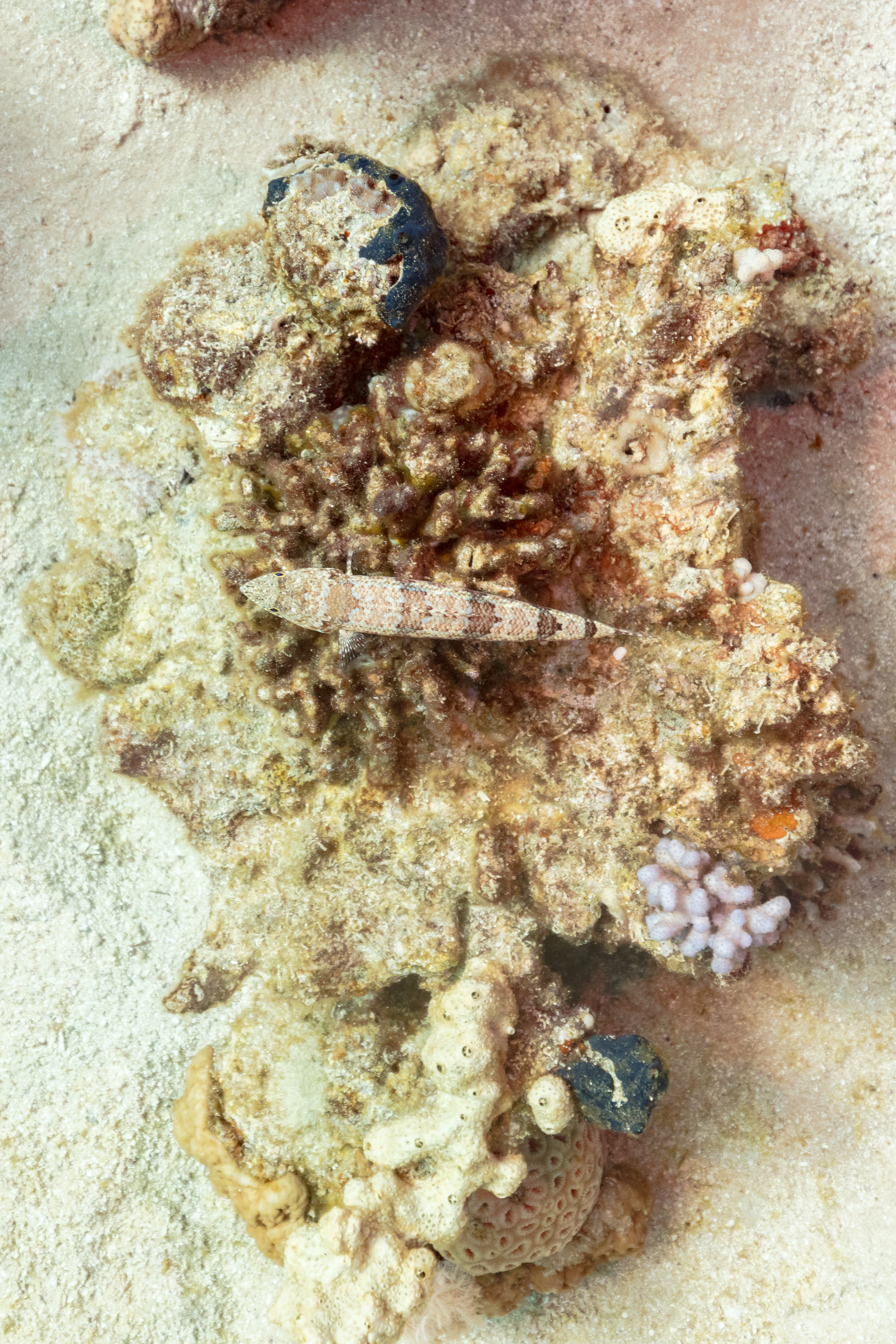
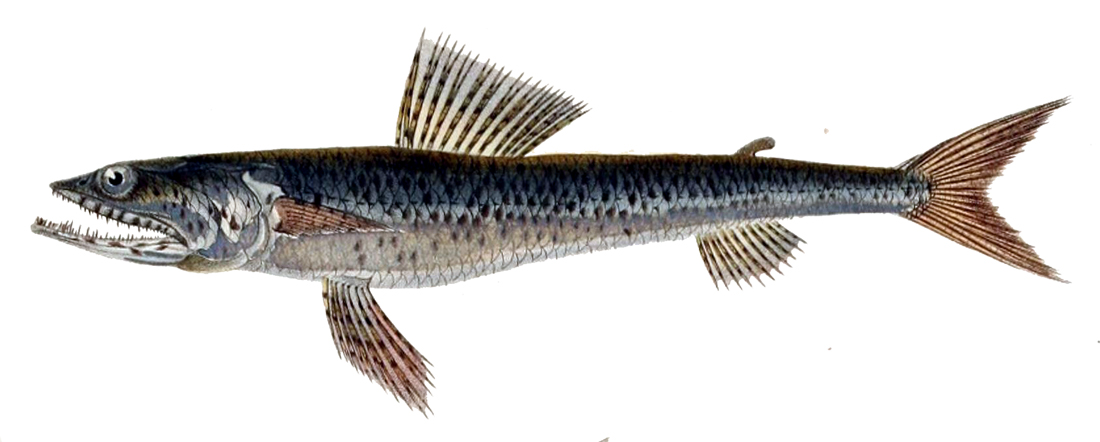
Ilustración.